# 環球里

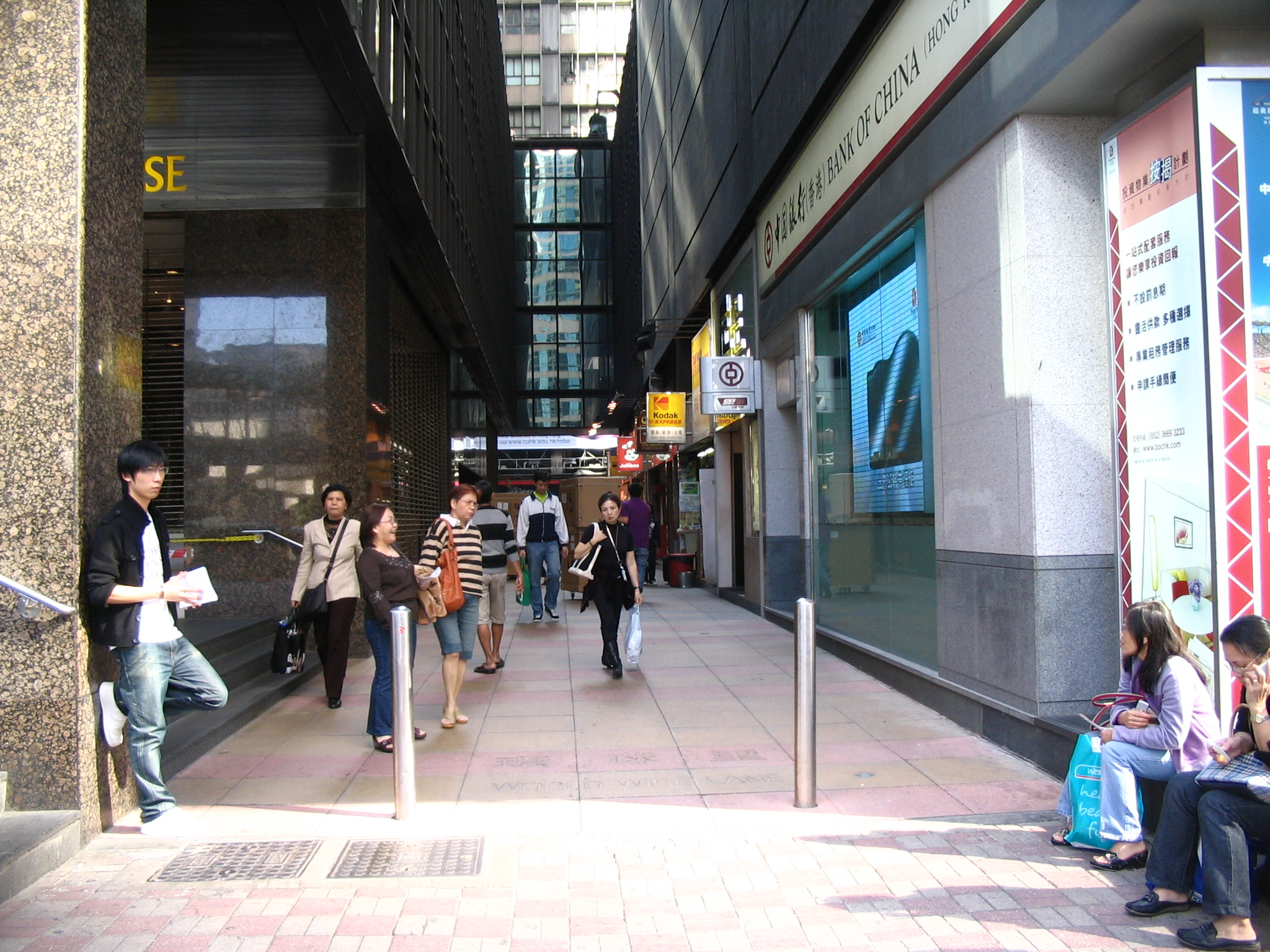
環球里北端

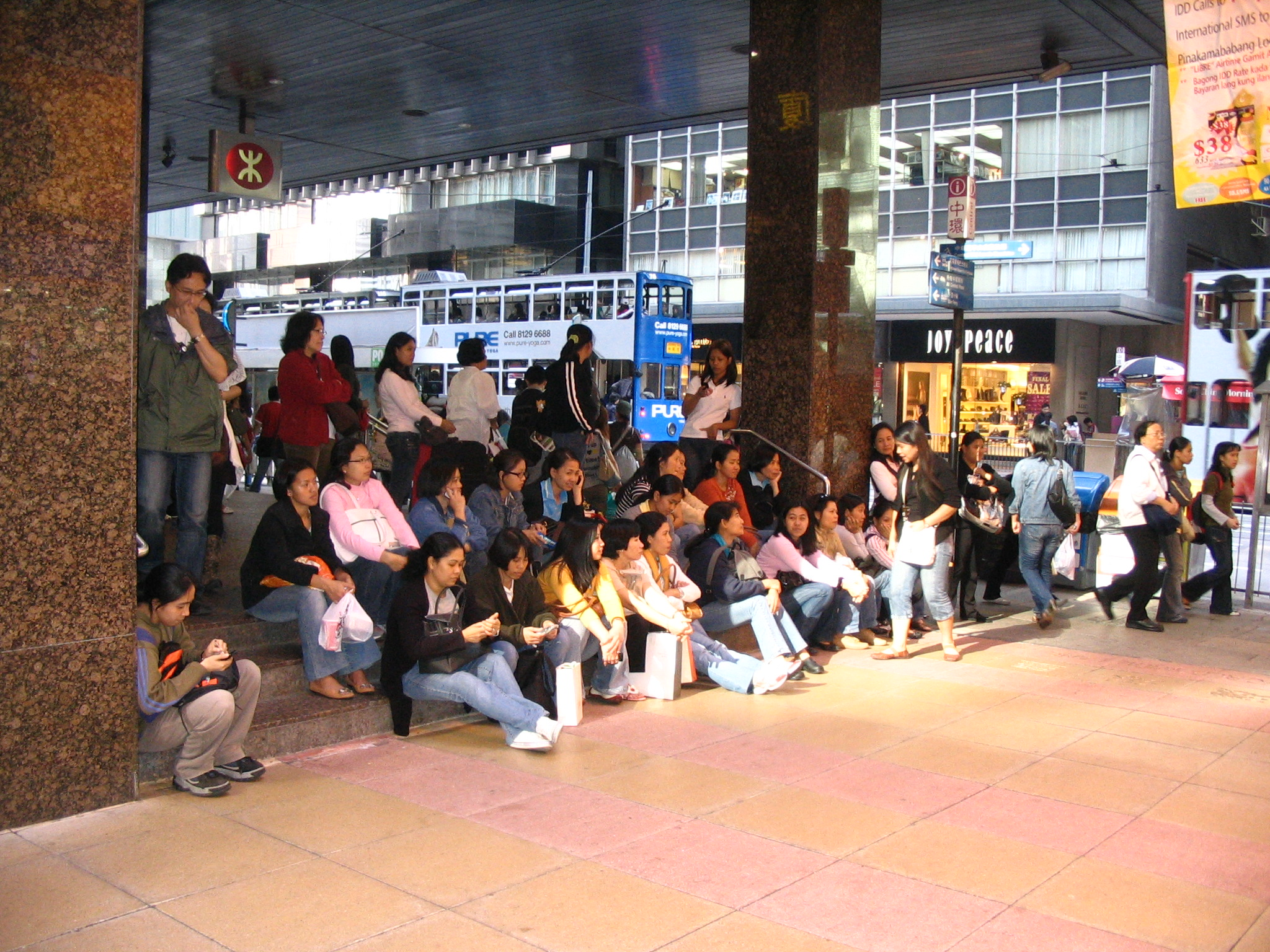
環球里南端（中環站B出口）

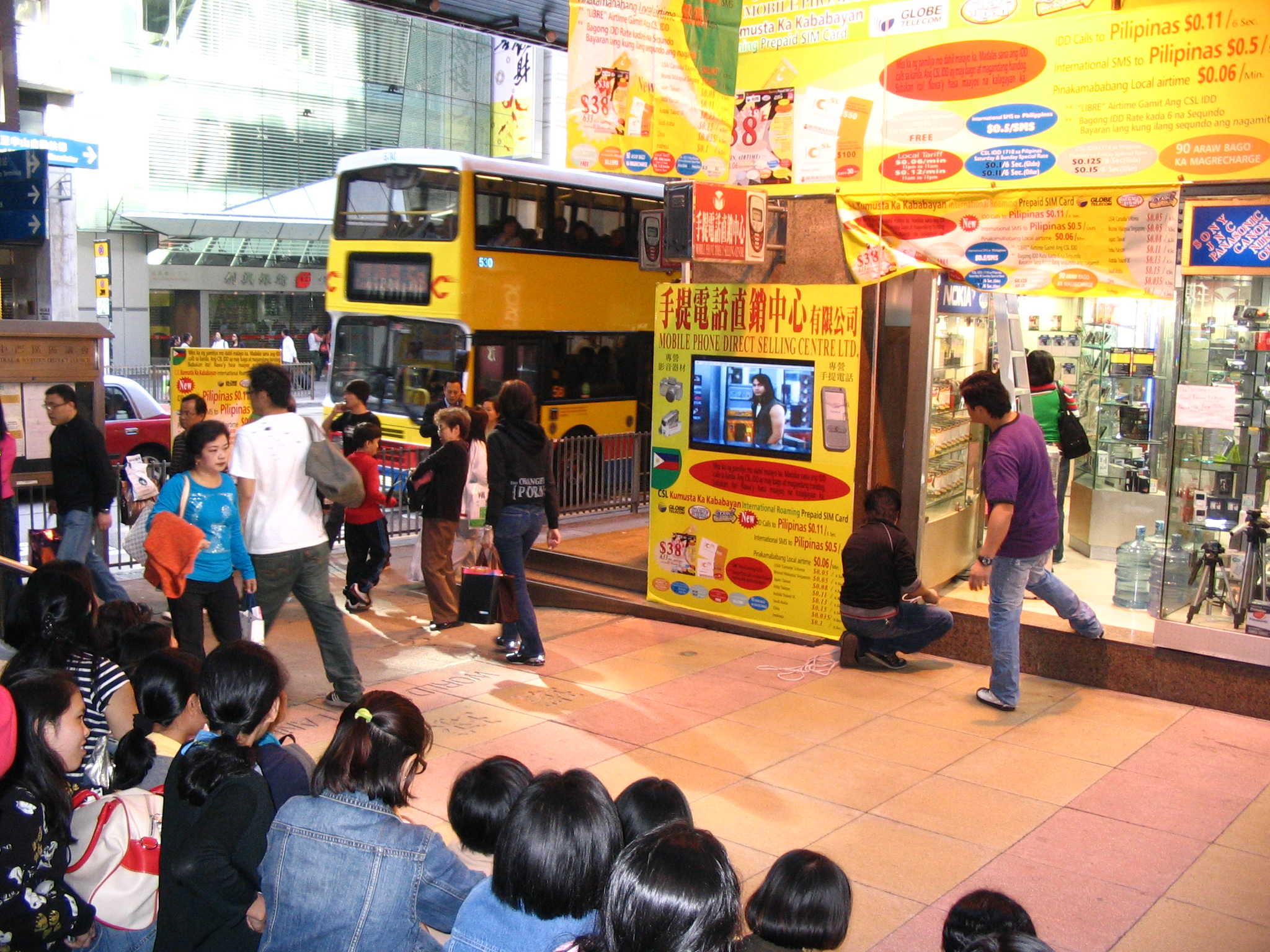
環球里南端（手提電話直銷中心）

環球里（英語：World Wide Lane）是香港的一條後巷，位於中環環球大廈和歐陸貿易中心之間，故得此名。環球里長僅47米，北接干諾道中（港鐵中環站A出口），南至德輔道中（中環站B出口），為一行人街道。環球里此里早已存在，但之前是一無名後巷，到2007年5月11日才由地政總署命名為環球里。
跟環球大廈一樣，環球里為菲律賓女傭的集中地。里上有一源自菲律賓的祖樂比快餐店，而南端則有一手提電話直銷中心。為吸引人流，直銷中心經常播放菲律賓的MTV。在假日，人們不難看到女傭坐在梯級上觀看MTV的場面。

## 站外鏈結
- 政府憲報：2007 年新街道命名/更名消息（2007 年 5 月份）(頁 1) - 香港風物誌 (A10) - hkitalk.net